# ジュセリーノ・ダ・ルース
ジュセリーノ・ノーブレガ・ダ・ルース（Jucelino Nóbrega da Luz, 1960年 3月- ）はブラジルの英会話教室の教師。予知夢（予知的明晰夢）による予言ができる予言者として日本の一部マスメディアで紹介されている。パラナ州マリンガ市フロリアーノ出身。妻と4人の子供がいる。サンパウロ州アグアス・デ・リンドーヤ市在住。

## 概略
39歳から代用教員として北アメリカ文学で英語を教えていたが、2008年4月現在は子供向けの英会話教室を営んでいる。9歳の頃から見続けている予知夢（夢による予知）で未来の出来事を日時まで特定し言い当てると称している。予言の内容は事件や災害などが多く、予知の対象となった人物や政府などに手紙を送って未来に起こる出来事を警告している。それらを予知していたことの証拠としてその手紙のコピーを公証役場に登記しているという。日本では2006年末以降、テレビ朝日、日本テレビ、テレビ東京などの特別番組で紹介された他、翌2007年4月以降、予言に関する著書が出版され、講演会も行っている。しかし、2008年末のテレビ朝日の超常現象特番を降板（後述）して以降はほとんどテレビ出演は無くなり、ブームはほぼ沈静化した。
日本のテレビ番組では予言的中率90%以上と紹介されることもあるが、著書やテレビ番組等で第3者が事前に確認できる形で行った予言の的中率は非常に低く、当たったとされる予言のほとんどは、予言された事象が実際に発生してから「実は事前に当事者に警告していた」と主張する予言である。

## 予知夢による予言

### 予知夢
（以下はあくまで、ジュセリーノが自著や日本のマスメディアなどで述べている自身の予知夢についての説明であり、客観的な事実というわけではないことに注意）
8歳の頃、”神秘的な黄金の球”を毎日見るようになり、年代の子供と遊んでいるとき、降りて来てたその黄金の球を手でつかんだ後、1年くらいかけて予知能力が次第に目覚めていったという（、p279.p280）。
9歳のとき、ジュセリーノ自身が「助言者」（または「神」）と呼ぶ神秘的な存在から夢の中で言葉やビジョン（映像）によって未来の出来事を知らされるようになったとされる。一週間に一日だけ夢を見ない日があるが、それ以外は毎日数件のこのような予知夢を見るという。
その夢の中では未来に起こる出来事の情景の中に自分がいるかのようになり、どこの国の何という場所なのかを明示され、それが起きる年月日と時間が特定されるという。その出来事の映像は驚異的なスピードで流れるが、そのすべてを理解でき、描写でき、その出来事が起きる国の言葉もわかるようになるという。
13歳から「助言者」の命によって夢で見た予知の内容を当事者に知らせる警告の手紙（予言警告文）を書くようになる。相手の住所や郵便番号に加え、何を書くかは「助言者」から教えられるという。予知夢はいつも断片的に分かれて見るので、メモを取っておき、夢の内容が明らかになった時点で関係者、関係機関に手紙を送るという。これまで40年間に残した予言の数は10万件に及ぶとされる。
『予知夢の日付』の確認にはエジプトの古代数学を基礎として計算しているという。しかし、夢で見た出来事がそのまま起きるとは限らず、日付が変わる場合もあり、ジュセリーノ自身が日付、場所の特定や予知夢の解釈においてミスをすることもある。また、警告を受けた相手が対処することで、予言が変わる（外れる）こともある。。
日本のマスメディアや著書などでは予言の的中率は90パーセント以上であると紹介されており（自らインターネットテレビ”GyaO”の動画においても同様に主張・断言した）、『ジュセリーノ 未来予知ノート』においても的中しなかった事例は年間の事例全体の10パーセントだとされている（実際の的中率は#主な予言の節を参照）。
親類の中では母方のおじだけが予知夢を見ていたが、何も書き残さなかったという。
2005年3月、ブラジルのパウリスタ医科大学の神経学助教授からポリソムノグラフィー（PSG）による検査を受けた。その結果は睡眠に関する病気は一切なかったが、レム睡眠が平均より多いこと、夢を見たあとに目覚めるという傾向があるというものであった。

### 予言文書の扱い
予知夢の対象の人物に送る警告の手紙のほとんどは40年ほど前の「オリベッティ・リネア98」という古いタイプライタを使用する。ただし、旅行先ではかさばるので手書きで書くこともある。
手紙のコピーを公証人役場に登録するか発行証明書を取る。特定地域の災害については被害の規模を抑える目的で、最初に政府当局に手紙を送り、その後マスメディアに送るという。
ここ数年は受け取り証明つきの書留で送り、相手の配達証明を取るようになったという。相手がメッセージを受け取った後に内容を公表する。
（予言していたことの証拠にならない）事件が起きた後の日付で公証人役場に登録されている文書についてジュセリーノは、手紙が既に送られており、新聞にも載せるから（予言していたことを）証明する必要はなく、内容を保存するためだと説明している（、p46-p47）。
出来事が起こった後にその予言を公表することについては「”後出し”だ」という批判がなされることがあるが、このことについてジュセリーノの著書の監修をしているたま出版社長兼編集長・韮澤潤一郎は「事が明らかになったり、何らかの対応によって事件が起きなかった場合には公表するが、それまでは（手紙を受け取った人自身が公表しないのも）受け取った本人の権利として、（ジュセリーノの方から)公表しないのだと説明している（、p312）。

## 著作物の出版やマスメディアでの紹介
ジュセリーノの予言と、出口王仁三郎の予言に相似性があると気づいた出口王仁三郎研究家の歯科医（医療法人社団太作会理事長）で「ジュセリーノ友の会」会長の大作武彦がブラジルに行き、ジュセリーノに訪日を勧めたことがきっかけで2007年12月の初来日となったという。
- 2005年

ブラジルにおいて、ジュセリーノを預言者として紹介するマリオ・エンジオ（Marino Enzio）の著書"O HOMEN A FRENTE DAS PROFECIAS”が出版される。
- 2006年

12月30日 テレビ朝日で放送された『ビートたけしのTVタックル年末超常現象スペシャル～緊急検証マル秘ファイル2006』において、90%の予言が当たるとして紹介
- 2007年

4月10日 "O HOMEN A FRENTE DAS PROFECIAS "を翻訳した『未来からの警告』（ISBN 978-4812702345 ）がたま出版から出版される。
9月25日 日本テレビで放送された「FBI超能力捜査官シリーズ 第12弾では、数々の日本の事件の予知や、アメリカ同時多発テロ事件の予知を完全に的中したとして紹介
12月20日 みのもんた司会の日本テレビ系列の特集テレビ番組モクスペ『9.11テロを完全予言した男!ジュセリーノ緊急来日!未来からの警告SP 』にジュセリーノが出演。警告文の実物を公開、ニュース映像と再現VTRにより代表的な予知夢を紹介・検証。
12月25日 『ジュセリーノ 未来予知ノート』（ISBN 978-4797342666 ）がソフトバンククリエイティブから出版される。
- 2008年

2月6日付の『東京スポーツ』 で米国大統領選で、アル・ゴアが大統領に選出されるというジュセリーノの予言を韮澤潤一郎が紹介。
2月8日付の『週刊ポスト』の『ジュセリーノ氏が予言した「ニッポン巨大地震」』 で日本での地震に関する予言を紹介。
2月12日 高橋英樹司会のテレビ東京系列の特集テレビ番組『史上最強の予言者ジュセリーノ 未来を変える5つの警告』に出演。、日本と世界へ警鐘を鳴らす5つの予言を発表。予言が現実となる可能性について、各分野の専門家4人がパネラーとしてコメントを述べる。
4月15日 ブラジルでの自著”REVELCOES”を翻訳した『続・未来からの警告』（ISBN 978-4812702512 ）がたま出版から出版される。
4月26日 2月のテレビ東京における放送を書籍化した『ジュセリーノの予言』（ISBN 978-4797348736 ）がソフトバンククリエイティブから出版される。
5月13日 インターネットテレビ”GyaO”のニュース&ドキュメンタリーチャンネルで『驚異の予言者ジュセリーノ緊急特集』を放送。
9月18日 日本テレビ系列の特集テレビ番組モクスペ『緊急検証！世紀の大予言スペシャル ～人類滅亡7の警告～ 』において取り上げられる。
10月2日  『予言者ジュセリーノ 未来からのスピリチュアルメッセージ』（ISBN 978-4062149563）が講談社から出版される。
10月9日 テレビ東京系列の特別番組『その時あなたは生き残れるか!? 史上最強の予言者 ジュセリーノ 新たなる5つの警告 緊急公開スペシャル』が放送される。ジュセリーノの予言の可能性を専門家たちが検証。前回、番組で発表した予言の結果を紹介。来日したジュセリーノに密着取材。
11月1日 10月のテレビ東京での放送を編集、書籍化した『ジュセリーノの警鐘』（ISBN 978-4797351293）がソフトバンククリエイティブから出版される。
12月30日 テレビ朝日系列の特別番組『超常現象(秘)Xファイル』において、事前予告では来日したジュセリーノが出演する「ジュセリーノ 2008年予言を検証せよ」というコーナーがあったにもかかわらず、実際の番組ではジュセリーノは登場しなかった。番組出演者の一人である山口敏太郎は、収録内容が「ジュセリーノの予言の的中率が落ちている事に終始」したため、ジュセリーノ側と番組スタッフの話し合いの上、コーナーがボツになったとの裏事情をブログで明かしている。ただし、ジュセリーノ予言の本を翻訳・出版しているたま出版社長の韮澤潤一郎は社の公式サイトの「たま出版関連ニュース」で「1月の地震予知が問題となりパニックになりかねない」のでカットされたとコメントしている。
- 2009年

1月31日 『リアル・シークレット』（ISBN 978-4797348422）がソフトバンククリエイティブから出版される。

## 訴訟
（以下はあくまで、ジュセリーノサイドの説明であり、アメリカ政府の見解は不明。）
2003年初め、アメリカ政府の情報機関の関係者が訪ねて来て、サッダーム・フセインの所在に関するジュセリーノの予知情報を聞き、60日以内に約束（報奨金の支払い？）を実行すると告げる。同年7月3日、アメリカ政府は情報提供者に報奨金を支払うことを公表。2003年12月に米軍がサッダーム・フセインを逮捕した直後にも訪ねて来て、翌2004年の3月までに解決すると約束する。
ジュセリーノは3月終わりまで待ったが、更に待つようにとの連絡を受けたためこれを拒否。約束を延期したとしてアメリカ政府を訴えた。フセインの所在を最も明確に情報提供したのは自分であることを認めさせるためにサッダーム・フセインにかけられていた懸賞金の2500万ドルをアメリカ政府に要求し、ブラジルにて裁判を起こした。

## 来歴
(、p248-p249）
- 1960年 3月 パラナ州マリンガ市フロリアーノで農家の三男として誕生。
- 1967年？ 小学校一年生のとき、予知夢の問題で一年間留年する。
- 1968年（8歳） 家庭の経済を助けるためガラスや古い金属を集めて販売する。
- 1973年（13歳） ウチンガ市にある水道設備や電子部品を扱う会社にアシスタントとして入る。
- 1974年（14歳）労働手帳[15]に登録され、同社に正式採用される。
- 1975年（15歳） 別の会社でオフィス・ボーイとして勤める。
- 1977年（17歳） 豆ランプや配管などを鋳造する冶金工場に勤める。
- 1979年（19歳） 高校を卒業。
- 1980年（20歳） 一人暮らしを始める。
- 1999年（39歳） 代用教員として北アメリカ文学と英語を教える。

## 主な予言

### 事前に語ったことが確認できる予言（2010-）
| 月日           | 予言内容                                                                                     | 結果 |
| -------------- | -------------------------------------------------------------------------------------------- | --- |
| 2010年1月20日  | コロンビアで、M7.1の地震。                                                                   | 該当する地域での地震はなかった。 |
| 2010年5月14日  | 東京でM7.7の地震。犠牲者は1万人、10万人以上が住居を失う。                                    | 対象となる地域での地震は発生しなかった。 |
| 2010年6月15日  | ニューヨーク株式市場が崩壊し、世界経済が危機に陥る。                                         | 対象となる事象は起こらなかった。 |
| 2010年9月15日  | 東京・横浜でM8.4の大地震。7万人以上の犠牲者が出る（）。                                      | 該当する地震は発生しなかった。 |
| 2010年         | 日本の消費税が35%に達する（）。                                                              | 年間を通して消費税は5%のまま変わらなかった。 |
| 2010年         | タバコが一箱1100円まで値上がりする（）。                                                     | 10月1日にタバコ価格は値上げしたが、価格は1箱410円～440円程度であった。 |
| 2010年         | 日本の原子力発電所で事故が起きる可能性がある（）。                                           | “インシデント”を超えるレベルの事故はなかった。 |
| 2010年         | 海面上昇で、世界各地の海岸に人が住めなくなる(、p357）。                                      | 人が住めなくなる程の海面上昇は起きなかった。 |
| 2010年         | 2010 FIFAワールドカップで1位ブラジル2位ドイツ3位フランス4位イングランドになる。              | 予選ラウンドのグループ分けに照らすと、決勝ラウンド準々決勝までに該当するチーム同士が対戦してしまうためこの結果にはならない。実際は、一位：スペイン、二位：オランダ、三位：ドイツ、四位：ウルグアイであり、ブラジルはベスト8、イングランドはベスト16、フランスはグループリーグ敗退。 |
| 2011年6月26日  | 熊本県でM6.8の地震()。                                                                       | 該当する地震は発生しなかったが、近い日時では6月28日21時18分にM4.2(震度4)の地震が発生した。 |
| 2011年7月26日  | 東アジア（日本、千葉県？）でM6.8の地震。500人以上が死傷。                                    | 該当する地震は発生しなかった。 |
| 2011年10月8日  | ガンの治療法が発見され、2013年に完成する（）。                                               | この日に治療法は発見されたという報道はなかった。 |
| 2011年         | 新型のインフルエンザ（H5N1型）の問題が深刻化し2013年までに7300万人が死ぬ（）。               | 2009年から10年にかけて新型のインフルエンザは発生したが、この件に結びつくかは定かではない。 |
| 2011年         | 「エルス」と呼ばれる、肺感染後4時間で死に至る新ウイルスが出現（）。                          | 対象となる事象は起こらなかった。 |
| 2011年         | 世界的な「飲用水不足」の問題が表面化する（）。                                               | 対象となる事象は起こらなかった。 |
| 2011年         | 日本で新しい宗教団体が複数現れ、論争を引き起こす（）。                                       | 対象となる事象は起こらなかった。 |
| 2012年2月6日～ | 気温（気候変動）や疫病が増大し人類の滅亡が始まる（）。                                       | 不明。2013年夏より北極海航路が開設される。 |
| 2014年11月24日 | ブラジル・サンパウロ市のパウリスタ大通りに飛行機が墜落する（ブラジルのテレビ番組での予言）。 | 対象となる事象は起こらなかった。 |
| 月日の指定無し | （2015年までに）富士山が噴火（、p189)(、p140)                                                | 対象となる事象は起こらなかった |
| 2015年         | ヨーロッパで大干ばつが起こる。                                                               | 対象となる事象は起こらなかった。 |
| 2016年         | 東京でオリンピックが開催される（、p192）。                                                   | リオデジャネイロ（ブラジル）が開催地となる。 |
| 2017年         | 地球規模の大干ばつが起こる。                                                                 | 対象となる事象は起こらなかった。 |
| 2018年6月      | 日本、東海地方で巨大地震が発生する。（）                                                     | 該当する地震は発生しなかった。 |
| 2027年         | 米、イエローストーン国立公園の火山噴火。（）                                                 | |
| 2028年         | イタリアのヴェネツィアが水没。                                                               | |

### 事後に公表された予言
ジュセリーノは事件や事故などが発生した後になってから、それを予知していたと公表することがある。的中したとされる予言の大半はこのような事後に公表された予言である。ただし、手紙の宛先の人物や機関についてはあくまで、ジュセリーノ自身が送ったと主張しているのであって、実際に手紙を受け取ったことが確認されているわけではない。また予言通知によって何らかの大事故や悲劇が回避された事実もない。
- 1986年

1月28日スペースシャトルチャレンジャーの墜落事故（1972年3月20日予知とされる）
- 1986年

4月26日 チェルノブイリ原子力発電所事故（1980年ウクライナ・ソビエト社会主義共和国指導者宛)
- 1989年

昭和天皇の崩御（1979年3月15日付 東京の皇居宛）
- 1994年 アイルトン・セナの事故死（1989年8月17日付セナ宛他）
- 1995年

1月17日 阪神・淡路大震災（1979年3月15日付 東京の皇居宛)
3月15日 地下鉄サリン事件（1989年8月11月予知とされる、1989年9月26日付ブラジルのゴイニア市市長宛)
- 1997年

ダイアナ元皇太子妃死亡（1995年ブラジル大統領エンリケ・カルドゾ宛他)
- 2001年

9月11日 アメリカ同時多発テロ事件（1989年10月26日付アメリカ合衆国大統領ジョージ・H・W・ブッシュ宛他)
- 2003年

3月19日- イラク戦争（2001年10月1日付ジョージ・W・ブッシュ宛)
11月 マイケル・ジャクソンのスキャンダルによる逮捕（1999年米国大統領ビル・クリントン宛)
2007年
- アダム航空574便墜落事故 - 2007年1月1日（インドネシア時間）アダム航空のボーイング574便がインドネシアスラウェシ島西方の海上に墜落し、乗客乗員全員が死亡した事故。事故の翌日、当局の発表として「機体の残骸がスラウェシ島中部の山中で見つかり、12人が生存している」と報じられたが、インドネシア政府は同日、誤報であったと訂正した（事故や誤報の経過の詳細についてはアダム航空574便墜落事故を参照。）

2日後の1月3日（サンパウロ時間）、ジュセリーノはこの事故を予知し、インドネシアのラジオ局（ラジオ・パスFM局）に警告の手紙を送っていたとしてその手紙のコピーをマスメディアに公開した（同局宛に3度目に手紙を出したのが2006年5月29日とされている、p232.）。120人の乗客を載せたアダム航空のボーイング734-400型機がスラウェシ島のマネジ市とトラジャ市に墜落するが、山中の森林に墜落するので、かすかな生還の可能性があるという前日に誤報であったとされた内容と酷似しているものであった（、p232-p233）
事故当初の報道が誤報であることが明らかにされてから3か月以上後（2007年4月10日初版）に「たま出版」から発行された『未来からの警告』のp234-236には、韮澤潤一郎の監修者注として、事故当初の誤報を事実扱いし、ジュセリーノの予言の通りの事故が起こった旨が記されている。また、翌2008年2月15日付の『東京スポーツ』でも韮澤はジュセリーノがこの事故の期日、場所、搭乗者数、犠牲者の状況を「どんぴしゃ」で当てたという旨を記している。この矛盾はジュセリーノが予知夢で無くニュースで見た誤報を発表した、もしくは韮澤の誇大解釈である可能性が生じる。
- 英語講師リンゼイ・アン・ホーカー殺害事件 - 2007年3月26日、千葉県市川市で発生した、英国籍リンゼイ・アン・ホーカーの遺体が発見された事件。千葉県警はこの事件を殺人及び死体遺棄事件と断定する。ジュセリーノはこの事件を予知して警告の手紙を在ブラジル日本大使館に郵送したと主張しており、その「警告の手紙」を事件の約半年後、同年9月25日放送の日本テレビ系番組で初公開した。ジュセリーノが送ったとする警告の手紙には被害者と被疑者 の氏名が記載されており、2007年3月26日が殺害された日とされている。また被疑者が2007年末までにブラジルのリベルダーデ地区に逃げるとされている。ちなみに同番組では在ブラジル日本大使館はこの手紙の存在について「確認は取れない」と返答したと伝えている。

［要注意］ジュセリーノによる手紙には「3月26日～殺される（will be killed～）」と書かれているが、「3月26日」はあくまでも事件の発覚した日であり、千葉県警・警視庁は被害者の殺害された具体的な日時、時間、場所については特定していない。その後、同年12月21日の同日本テレビ系の番組の中ではナレーションを差し替えて、「3月26日が事件の発覚した日である」ということを付け加えている。
なお、被疑者は2009年11月10日に逮捕されたが、逮捕までの間は国内を逃亡しており、パスポートを申請しようとしていた段階であったため、出国はしていない。
- 長崎市長射殺事件 - 2007年4月17日、当時の長崎市長伊藤一長が選挙期間中にJR長崎駅近くの歩道で暴力団幹部の男に銃撃されて死亡した事件。ジュセリーノは事件の起こる10年前の1997年7月31日に長崎市役所（伊藤一長市長宛）に対して「Itcho Itoが2007年4月17日と18日の間にマフィア（暴力団)に殺される」旨を手紙で警告したと主張（[4]、p95-p96）。

長崎市役所は日本テレビの取材に対して「郵便物到着の有無を含め確認できません」との文書による返答をしたことが紹介された（役所では投書などは基本的に1年で処分するのが通例）。
2007年末の日本テレビ系のジュセリーノの特別番組の中で、この警告の手紙が事件発生前に登記所登録されていた証拠としてサンパウロ第2登記所にジュセリーノが登記した書類のマイクロフィルムの映像が映し出されたが、その書類に記された日付を見る限り事件後の2007年7月13日に登録されたものである。
2008年
- 四川大地震（ 5月12日） -2007年に中国の国家主席（記事では大統領）宛に 5月12日に中国でM7.8の大地震が発生するという予知をしたことを英文の手紙で知らせていたことを産経新聞のブログポータル『iza!』のインタビューで明らかにした。ただし、地震が起きる地名については「思いだせない」とした。また、同じ手紙で自著に掲載した9月の（南シナ海での）大地震のことも伝えていたとしたが、5月の地震の予言の方は自著に掲載されていないことについては「たぶんスペースが足りなくて載せなかったのだろう。編集上の問題だ」との見解を示した[66]。なお、前述の手紙は、自著『リアルシークレット』に掲載されている。([67]p110-111。)

2011年
- 東北地方太平洋沖地震（ 3月11日）2007年11月8日 ブラジルの日本大使館宛てに「もしも2008年8月13日に日本で地震が起きなければ、2011年3月11日もしくは12日に仙台でM8.9の大きな地震と津波が発生する」と予知した手紙を送っていたと、地震が発生した後になってホームページに公開した。ASIOS（超常現象の懐疑的調査のための会）の本城達也はブラジルの日本大使館（長崎市役所の場合と違い、4年前の郵便物は保管されている）に問い合わせたが、そのような手紙は届いていないとの返答を得たとしている[68]。

2022年
- 安倍晋三銃撃事件（7月8日) - 2020年1月8日付 安倍晋三首相（当時）宛[69] 　「2022年7月8日」「奈良県奈良市、大和西大寺駅近くの路上で」「安倍元首相が」「演説中に銃撃され、落命するリスク」「容疑者は奈良市の○○○○」[70]と、容疑者名の漢字が音は同じで1字違う他は詳細に至るまで正確だが、書面がジュセリーノ本人HP上で公開されたのは事件発生後である。[71][72]

※上記の安倍宛の書面には、安倍の潰瘍性大腸炎悪化(2020年6月)に伴う菅義偉新首相の就任(同年9月16日)、岸田文雄の自民党総裁選出(2021年10月4日)と首相就任、神奈川県大井市(原文ママ)から千葉県木更津市に向かうヘリ墜落事故(同年10月7日)、韓国の女優カン・スーヨン(原文ママ)の急死(2022年5月7日)、香港の水上レストラン「ジャンボ」の沈没事故(同年6月)も書かれているが、もちろん全て事後公表である。また今後の予言が、天災と疫病を主にかなり入っている。

## 評価

### 肯定的なもの
- 下村博文（自民党 の衆議院議員、元内閣官房副長官、文部科学大臣）

インターネットテレビ「超人大陸」で民主党の議員やテレビ局関係者と共に初来日したジュセリーノの話を聞いたことを報告。ジュセリーノを的中率90%の予言者として紹介し、視聴者にジュセリーノの著書『未来からの警告』（たま出版）を勧めた。
- 末松義規（民主党の衆議院議員）

自身のブログでジュセリーノの著書を読んだことに触れ、日本で起きると予言された大地震について読者に警戒を訴えた。また2007年12月20日放送の日本テレビ系列のジュセリーノの特別番組にもビデオ出演し「ジュセリーノの予言にはファクツ（実績）がある」とコメントした。
- 増子輝彦（民主党の参議院議員）

議員仲間と2時間程ジュセリーノの話を聞いたことを明かす。「結果に対して後付けで予知したようなレトリックを使わないので信憑性が高いそうである」と紹介し、「予知能力の優れた人物に直接話を聞く事は興味深くエキサイティングな体験である」と述べている。
- 藤田幸久（当時、民主党の衆議院議員。現在は同党参議院議員）

2008年6月9日のブログで国会議員会館で夕食をとりながら話を聞いたことを報告。「的中率90%という、テレビ・雑誌等で話題の人です。」と紹介。だが、この記述は2010年の春頃にブログから削除された。

### 否定的なもの
- 『週刊新潮』

2008年8月7日号の『怪しい予言者「ジュセリーノ」の正体-「8月M6.5の大地震が東京襲う」』と題した記事で、90パーセントとされるジュセリーノの予言の的中率は実際は10パーセント程度であることや、ジュセリーノの予言の文書が事件の後に作成されたものであることを指摘している。
- 『予言者ジュセリーノの疑惑』（晋遊舎 2008年12月15日） ISBN 978-4883808823

ジュセリーノの予言についての初めての批判本。ジュセリーノの予言を正面から検証し批判した内容になっている。
- 山本弘（SF作家 『と学会』会長）

日経BPnet 2009年1月7日付けの「ジュセリーノ予言の大ウソ」と題したコラム記事で、ジュセリーノ予言がもたらしたデマ騒ぎを総括し、ジュセリーノの当った予言というものは事件のあとから公開されたものでしかないことと、そして先行予言はまったく的中していないことを説明。そして「予言者の言葉よりも災害対策専門家の助言に耳を傾けるべき」と提言。